# Leonida (nome)
Leonida  è un nome proprio di persona italiano maschile e femminile. Primariamente maschile, per via della desinenza in -a è a volte utilizzato come nome femminile.

## Varianti
- Maschili: Leonide[1]

### Varianti in altre lingue
- Francese: Léonide[2]
- Greco antico: Λεωνιδας (Leonidas)[2][3]
- Macedone: Леонид (Leonid)[2]
- Russo: Леонид (Leonid)[2][3]

## Origine e diffusione

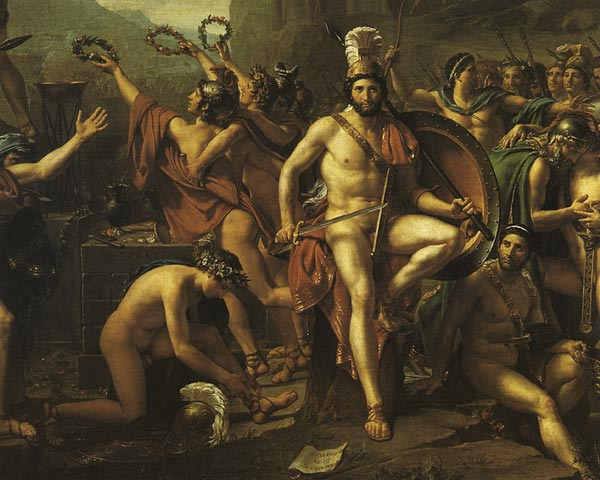
Leonida alle Termopili (particolare), di Jacques-Louis David

Nome di matrice classica, venne portato da Leonida I, re di Sparta nel V secolo a.C., che perì durante la battaglia delle Termopili contro i persiani
Derivato dal nome greco antico Λεωνιδας (Leonidas), latinizzato in Leonidas o Leonides, rappresenta il patronimico del nome λεων (Leon, "Leone"), e significa quindi "discendente di Leone" (il nonno dell'eroe greco si chiamava infatti Leone); tradizionalmente viene interpretato come combinazione di λεων (leon, leone) con ιδες (-ides), "somigliante", con il significato quindi di "simile a un leone", "dall'aspetto di leone".

## Onomastico
L'onomastico si festeggia il 22 aprile in memoria di san Leonida, padre di Origene, martire ad Alessandria d'Egitto. Si ricorda con questo nome anche san Leonida, vescovo di Atene, martire a Corinto con sette compagni, festeggiato il 16 aprile, e il beato Leonid Fedorov, sacerdote martire a Kirov, commemorato il 7 marzo.

## Persone
- Leonida, poeta alessandrino
- Leonida I, re di Sparta
- Leonida II, re di Sparta

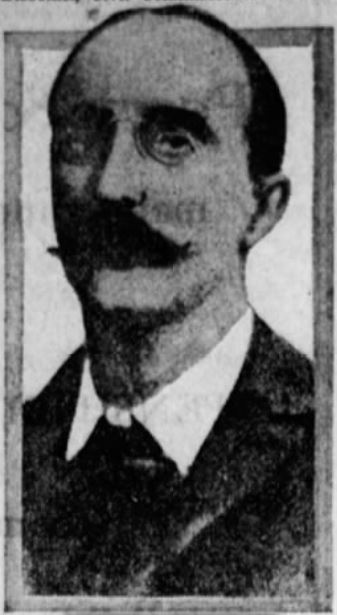
Leonida Bissolati

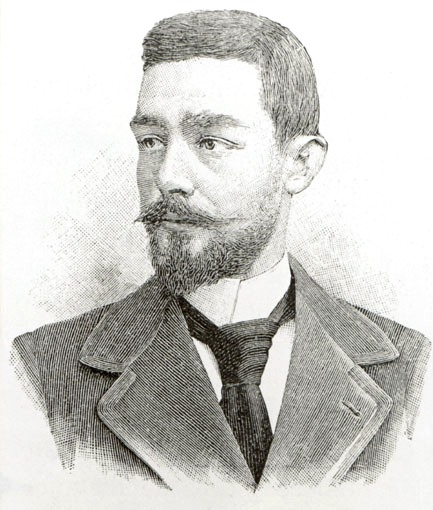
Leōnidas Pyrgos

- Leonida di Taranto, poeta greco antico
- Leonida Barboni, direttore della fotografia italiano
- Leonida Bertone, calciatore e dirigente sportivo italiano
- Leonida Bissolati, politico italiano
- Leonida Frascarelli, ciclista su strada italiano
- Leonida Lucchetta, calciatore italiano
- Leonida Malatesta, condottiero italiano
- Leonida Magnolini, militare italiano
- Leonida Mastrodicasa, anarchico italiano
- Leonida Rèpaci, scrittore, saggista, poeta, drammaturgo e pittore italiano
- Leonida Rosino, astronomo e scienziato italiano
- Leonida Schiona, aviatore italiano
- Leonida Tonelli, matematico italiano

### Variante Leōnidas
- Leōnidas Kavakos, violinista greco
- Leōnidas Langgakis, tiratore greco
- Leōnidas Mōrakīs, tiratore greco
- Leōnidas Pyrgos, schermidore greco

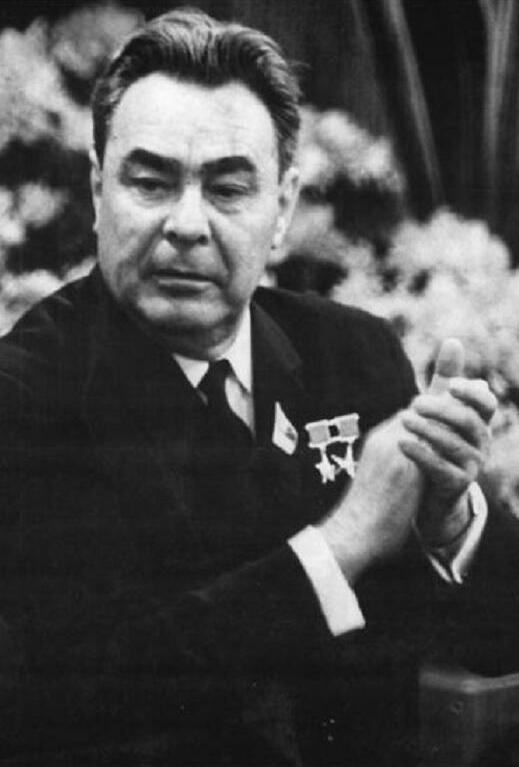
Leonid Il'ič Brežnev

- Leōnidas Tsiklītīras, ginnasta greco

### Variante Leonid

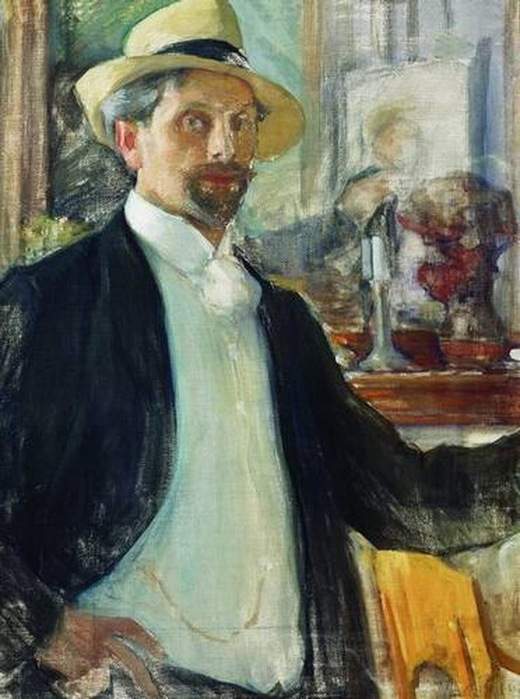
Leonid Osipovič Pasternak

- Leonid Abalkin, economista, accademico e politico russo
- Leonid Brežnev, politico sovietico
- Leonid Govorov, militare russo
- Leonid Hurwicz, economista russo naturalizzato statunitense
- Leonid Il'ičëv, politico sovietico
- Leonid Kannegiser, militare russo
- Leonid Kulik, scienziato e mineralogista russo
- Leonid Pasternak, pittore russo
- Leonid Polovinkin, compositore e pianista russo

### Altre varianti maschili
- Leônidas, calciatore e allenatore di calcio brasiliano
- Léonide Massine, coreografo e ballerino statunitense
- Léonide Moguy, regista e sceneggiatore francese
- Leonidas Polk, vescovo anglicano statunitense
- Leonidas Proaño, presbitero, vescovo cattolico e teologo ecuadoriano

### Varianti femminili
- Leonida Bagration-Mukhrani, moglie di Vladimir Kirillovič Romanov
- Marie Léonide Charvin, attrice francese